# أواسب
مشروع أمان تطبيق الويب المفتوح (OWASP) ويعرف اختصاراً بـ (أواسب) هو مجتمع عبر الإنترنت ينتج مقالات ومنهجيات ومستندات وأدوات وتقنيات متوفرة مجانًا في مجال أمان تطبيقات الويب.

## التاريخ
بدأ مارك كورفري مشروع أواسب في 9 سبتمبر 2001. شغل جيف ويليامز منصب رئيس المتطوعين لبرنامج أواسب من أواخر عام 2003 حتى سبتمبر 2011 اعتبارًا من 2015 تم تعيين مات كوندا رئيساً لمجلس الإدارة.
مؤسسة OWASP ، وهي منظمة غير هادفة للربح 501 (c) (3) (في الولايات المتحدة الأمريكية) تأسست في عام 2004 من أجل دعم البنية التحتية ومشاريع الأمان لتطبيقات الويب المفتوحة، في عام 2011 تم تسجيل OWASP أيضًا كمنظمة غير ربحية في بلجيكا تحت اسم OWASP Europe VZW.

## المنشورات والموارد
- قائمة العشرة الأوائل من OWASP: نُشر لأول مرة في عام 2003 ويتم تحديث القائمة بانتظام،[7] يهدف إلى رفع مستوى الوعي حول أمان التطبيق من خلال تحديد بعض أكثر المخاطر التي تواجه المؤسسات أهمية.[8][9][10] تشير العديد من المعايير والكتب والأدوات والمؤسسات إلى أفضل 10 مشاريع، بما في ذلك MITER و PCI DSS و [11] وكالة نظم معلومات الدفاع (DISA-STIG) ولجنة التجارة الفيدرالية للولايات المتحدة (FTC) [12] والعديد   أكثر من ذلك.
- نموذج نضج ضمان البرنامج (OWASP): إن نموذج نضج ضمان البرنامج (SAMM) ملتزم ببناء إطار قابل للاستخدام لمساعدة المؤسسات على صياغة وتنفيذ إستراتيجية لأمن التطبيقات مصممة خصيصًا لمخاطر العمل المحددة التي تواجه المؤسسة.
- دليل تطوير OWASP: يوفر دليل التطوير إرشادات عملية ويشمل J2EE و ASP. عينات رمز NET و PHP. يغطي دليل التطوير مجموعة واسعة من مشكلات الأمان على مستوى التطبيق، بدءًا من حقن SQL وحتى الاهتمامات الحديثة مثل الخداع ومعالجة بطاقات الائتمان وتثبيت الجلسة وتزوير الطلبات عبر المواقع والتوافق ومشكلات الخصوصية.
- دليل اختبار OWASP: يشتمل دليل اختبار OWASP على إطار لاختبار الاختراق «لأفضل الممارسات» يمكن للمستخدمين تنفيذه في مؤسساتهم الخاصة ودليل اختبار الاختراق «منخفض المستوى» الذي يصف تقنيات اختبار أكثر مشكلات أمان تطبيق الويب على الويب شيوعًا. تم نشر الإصدار 4 في سبتمبر 2014، بمشاركة 60 شخصًا.[13]
- دليل مراجعة كود OWASP: دليل مراجعة التعليمات البرمجية موجود حاليًا في الإصدار 2.0، الذي تم إصداره في يوليو 2017.
- معيار التحقق من أمان تطبيق OWASP (ASVS): معيار لإجراء عمليات التحقق من الأمان على مستوى التطبيق.[14]
- مشروع معايير تقييم بوابة أمان XML (XSG).[15]
- OWASP أفضل 10 إرشادات للاستجابة للحوادث: يوفر هذا المشروع نهجا استباقيا لتخطيط الاستجابة للحوادث. يشمل الجمهور المستهدف من هذه الوثيقة أصحاب الأعمال لمهندسي الأمن والمطورين ومراجعة الحسابات ومديري البرامج وإنفاذ القانون والمجلس القانوني.[16]
- مشروع OWASP ZAP: يعد هذا المشروع وسيلة سهلة لاستخدام أداة اختبار الاختراق المتكاملة للعثور على نقاط الضعف في تطبيقات الويب، تم تصميمه ليتم استخدامه من قبل أشخاص يتمتعون بمجموعة واسعة من الخبرة الأمنية بما في ذلك المطورين والمختبرين الوظيفيين الجدد في اختبار الاختراق.
- Webgoat: تطبيق ويب غير آمن بشكل متعمد تم إنشاؤه بواسطة OWASP كدليل لممارسات البرمجة الآمنة. بمجرد التنزيل، يأتي التطبيق مزودًا ببرنامج تعليمي ومجموعة من الدروس المختلفة التي تُعلم الطلاب كيفية استغلال نقاط الضعف بهدف تعليمهم كيفية كتابة التعليمات البرمجية بشكل آمن.
- OWASP AppSec Pipeline: مشروع خط أنابيب DevOps لأمان التطبيق (AppSec) هو مكان للعثور على المعلومات اللازمة لزيادة سرعة وأتمتة برنامج أمان التطبيق. تأخذ خطوط أنابيب AppSec مبادئ DevOps و Lean وتطبق ذلك على برنامج أمان التطبيق.[17]
- تهديدات OWASP التلقائية لتطبيقات الويب: تم نشرها في يوليو 2015 [18] - يهدف مشروع OWASP للتهديدات الآلية لتطبيقات الويب إلى توفير معلومات محددة وموارد أخرى للمهندسين المعماريين والمطورين والمختبرين وغيرهم للمساعدة في الدفاع ضد التهديدات الآلية مثل حشو أوراق الاعتماد. يعرض المشروع أفضل 20 تهديدًا تلقائيًا كما حددتها OWASP.[19]

## جوائز
حصلت منظمة OWASP على جائزة اختيار محرر مجلة SC 2014.

## روابط خارجية
- الموقع الرسمي